# Palm Beach
Palm Beach je nejvýchodněji položené město amerického státu Florida. Vodní dopravní cesta Intracoastal Waterway jej odděluje od sousedících větších měst West Palm Beach a Lake Worth Beach. Městečko má přes osm tisíc obyvatel, v sezóně, která zde probíhá od listopadu do května, jejich počet narůstá asi na trojnásobek.
Město založil v roce 1884 americký průmyslník Henry Flagler (1830–1913).